# Hanang (Distrikt)
Hanang ist ein Distrikt der Region Manyara in Tansania. Das Verwaltungszentrum ist in Katesh. Der Distrikt grenzt im Norden an die Distrikte Mbulu und Babati, im Südosten an die Region Dodoma, im Südwesten und im Westen an die Region Singida.

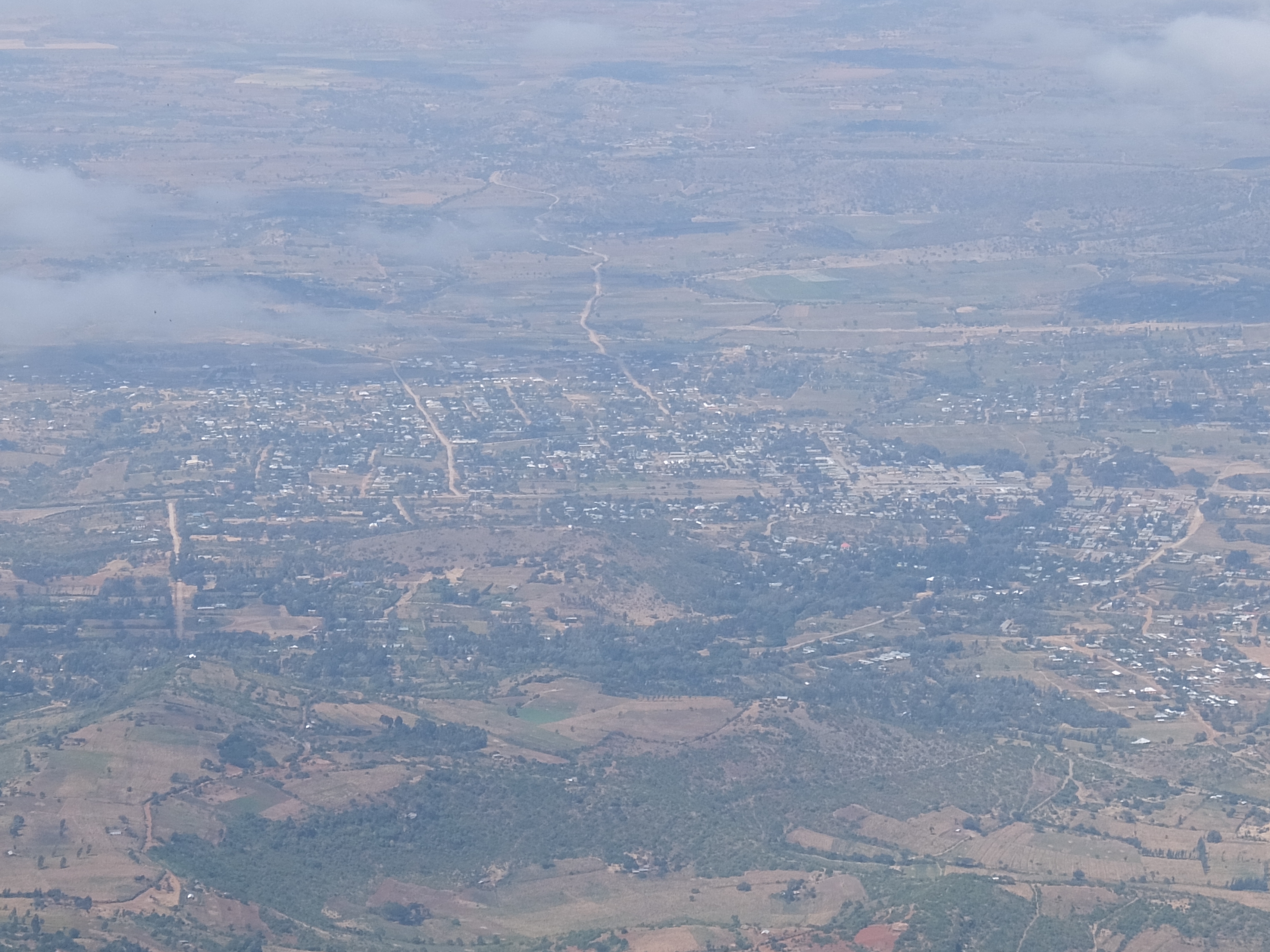
Die Stadt Katesh vom Berg Hanang aus gesehen.

## Geographie
Hanang hat eine Fläche von 3639 Quadratkilometer und 367.391 Einwohner (Volkszählung 2022). Der Distrikt liegt auf dem Nördlichen Plateau von Tansania in einer Meereshöhe von 1600 bis 1900 Meter. Aus dieser ragt nördlich der Stadt Katesh der Berg Hanang 3420 Meter hoch auf. Die Entwässerung erfolgt über meist temporäre Flüsse in abflusslose Seen, wie den See Balangida an der Grenze zu Singida.
Das Klima ist warm und gemäßigt, Cwb nach der effektiven Klimaklassifikation. In Katesh regnet es rund 700 Millimeter im Jahr, zum Großteil in den Monaten Dezember bis April. Der wärmste Monat ist der November mit durchschnittlich 20 Grad Celsius, am kühlsten ist der Juli mit 16 Grad Celsius.

## Geschichte
Der Distrikt Hanang wurde im Jahr 1985 als Distrikt der Region Arusha geschaffen. Seit Manyara im Jahr 2002 eine eigenständige Region wurde, ist Hanang einer der fünf Distrikte von Manyara.

## Verwaltungsgliederung
Der Distrikt ist in 33 Bezirke (Wards) untergliedert (Stand 2012):
- Balang'dalalu
- Bassodesh
- Bassotu
- Dawar
- Dirma
- Dumbeta
- Endagaw
- Endasak
- Endasiwold
- Ganana
- Garawja
- Gehandu
- Gendabi
- Getanuwas
- Gidahababieg
- Gisambalang
- Gitting
- Hidet
- Hirbadaw
- Ishponga
- Jorodom
- Katesh
- Laghanga
- Lalaji
- Masakta
- Masqaroda
- Measkron
- Mogitu
- Mulbadaw
- Nangwa
- Simbay
- Sirop
- Wareta

## Bevölkerung
| Die Einwohnerzahl stieg von 185.081 bei der Volkszählung 2002 auf 275.990 im Jahr 2012. Das entspricht einem jährlichen Wachstum von drei Prozent und einer Verdopplungszeit von 23 Jahren. Im Jahr 2012 sprachen rund sechzig Prozent der Über-Fünfjährigen Swahili, acht Prozent Swahili und Englisch, ein Drittel waren Analphabeten. Im Jahr 2022 lebten 367.391 Menschen in 69.710 Haushalten. Bevölkerungswachstum: \| Volkszählung \| Einwohner \| \| ------------ \| --------- \| \| 1988 \| 113.270 \| \| 2002 \| 204.640 \| \| 2012 \| 275.990 \| \| 2022 \| 367.391 \| | Die zur Anzeige dieser Grafik verwendete Erweiterung wurde dauerhaft deaktiviert. Wir arbeiten aktuell daran, diese und weitere betroffene Grafiken auf ein neues Format umzustellen. (Mehr dazu) |
| Volkszählung | Einwohner |
| 1988 | 113.270 |
| 2002 | 204.640 |
| 2012 | 275.990 |
| 2022 | 367.391 |

## Einrichtungen und Dienstleistungen
- Bildung: Im Distrikt gibt es 124 Grundschulen und 34 weiterführende Schulen (Stand 2020).[9]
- Gesundheit: Für die medizinische Betreuung der Bevölkerung gibt es ein Krankenhaus, drei Gesundheitszentren und 21 Apotheken. Die häufigsten Krankheiten, bei denen Menschen eine Behandlung suchten, waren Malaria, Lungenentzündung, Infektionen der oberen Atemwege und Durchfall (Stand 2002).[5]

| Die wichtigste wirtschaftliche Tätigkeit ist die Landwirtschaft, daneben werden auch Fischerei und Imkerei ausgeübt. - Landwirtschaft: Die Landwirtschaft in Hanang wurde in der Vergangenheit vor allem von Viehzüchtern dominiert. In den letzten Jahrzehnten expandierte der Ackerbau, der die indigene Gemeinschaft verdrängte. Der Ackerbau wird überwiegend kleinbäuerlich betrieben, es gibt einige große Weizenfarmen. Die wichtigsten Hauptnahrungsmittel sind Mais, Hirse, Weizen, Kartoffeln und Bohnen. Für den Verkauf werden Kaffee, Zuckerrohr, Sonnenblumen und Bananen angebaut. Im Jahr 2012 wurden 270.000 Rinder, 240.000 Hühner und 230.000 Ziegen gehalten. - Fischerei: In den Seen Bassoutu, Balang’dalalu and Basodesh werden Fische gefangen. - Bergbau: Es gibt Goldvorkommen im Distrikt, die jedoch nicht großräumig abgebaut werden. - Straßen: Durch den Distrikt verläuft die Nationalstraße T14 von Singida im Südwesten nach Babati im Nordosten. | Die zur Anzeige dieser Grafik verwendete Erweiterung wurde dauerhaft deaktiviert. Wir arbeiten aktuell daran, diese und weitere betroffene Grafiken auf ein neues Format umzustellen. (Mehr dazu) |

## Politik
Im Distrikt wird ein Distriktrat (District council) alle 5 Jahre gewählt. Derzeitiger Vorsitzender dieses Rates ist George Ginwas Bajuta (Stand 2020).[veraltet]

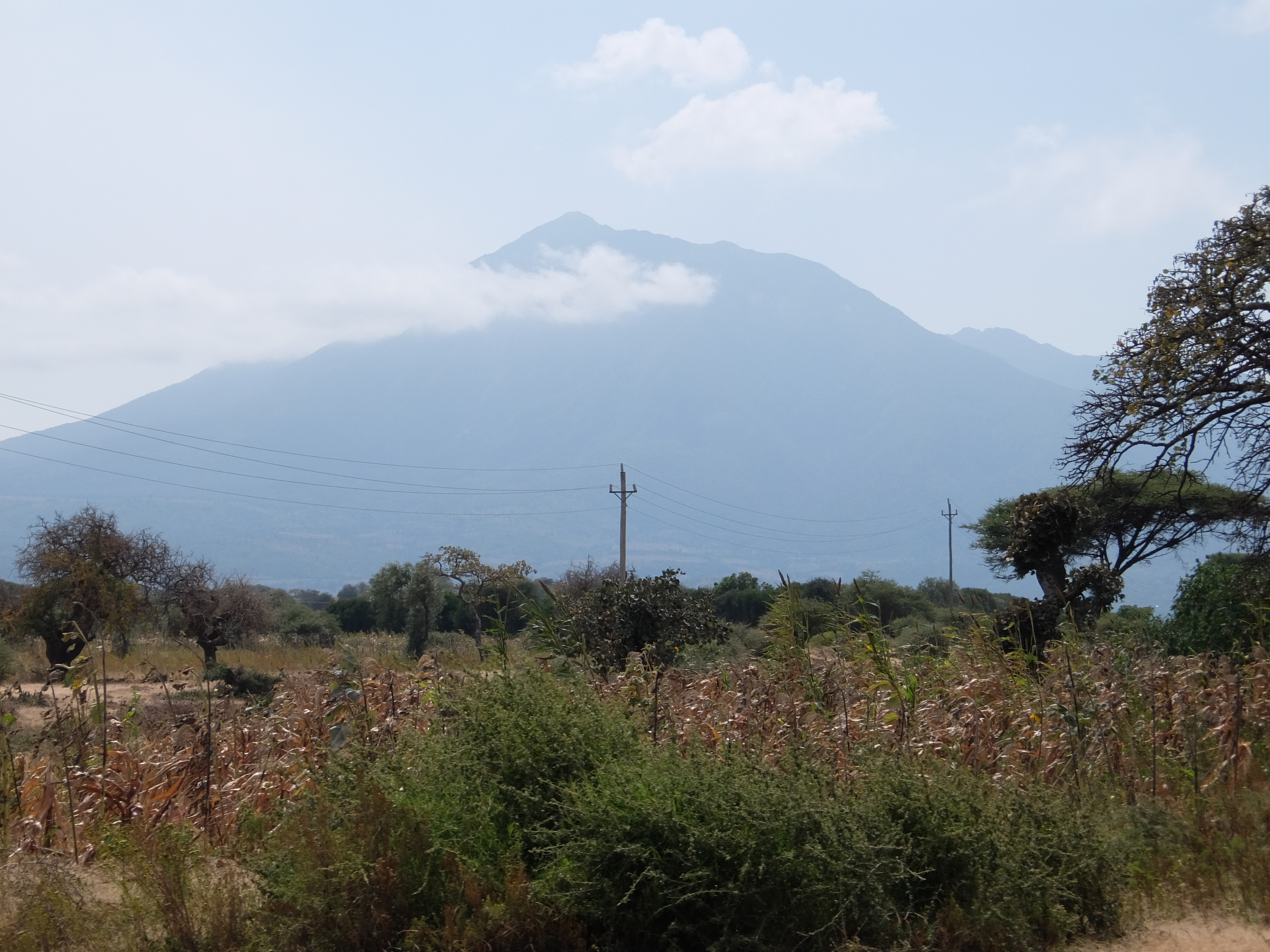
Der Berg Hanang.

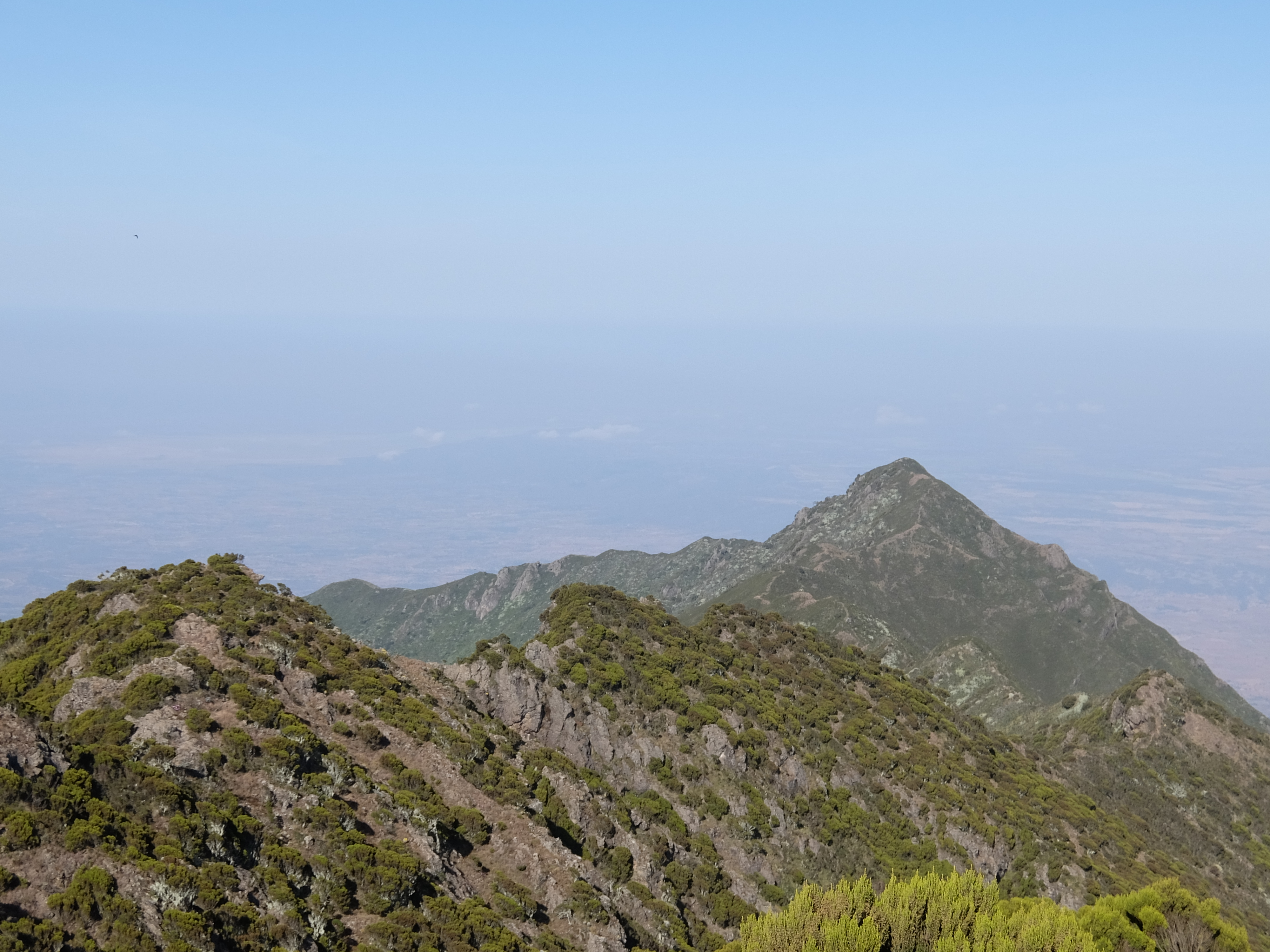
Beim Aufstieg auf den Berg Hanang.

## Sehenswürdigkeiten
- Mount Hanang: Mount Hanang ist ein 5871 Hektar großes Nationales Naturreservat, dessen Zentrum der 3676 Meter hohe Berg Hanang ist. Das Gebiet ist wegen des hohen Niederschlages die Hauptwasserquelle des Distriktes, großteils bewaldet und Heimat von Klippspringern, Samtaffen, Buschschweinen, Olivenpavianen, gefleckten Hyänen und Leoparden.[18] Bedroht wird der Waldbestand durch Freigaben für die Landwirtschaft, Holzkohleproduktion, Holzgewinnung, Waldbrände und auch durch den Goldabbau.[19]

## Töchter und Söhne des Distrikts
- Simon Robert Naali (* 9. März 1966 in Hanang; † 13. August 1994 in Moshi), Langstreckenläufer[20]
- Mary Nagu (* 11. Mai 1952), Politikerin, Ministerin[21]
- Gidamis Shahanga (* 4. September 1957 in Katesh), Langstreckenläufer[22]

## Sonstiges
- Chamäleon: Im Jahr 2010 wurde von Biologen der Universität Bonn eine neue Chamäleonart am Mount Hanang entdeckt.[23]